# Karine Philippot
Pour les articles homonymes, voir Philippot.
Karine Laurent Philippot, née le 29 octobre 1974 à Mulhouse, est une fondeuse française, qui participe à quatre éditions des Jeux olympiques entre l'édition de 1998 et celle de 2010.

## Biographie
Après des débuts en Coupe du monde en novembre 1995 à Gällivare où elle termine cinquante-sixième, elle obtient le droit de disputer pour la première fois aux Jeux olympiques lors de l'édition de 1998 disputée à Nagano, compétition où elle prend part à quatre courses, trois individuelles avec comme meilleure place une vingt-deuxième place sur le 30 kilomètres, et une onzième place avec le relais français. Elle retrouve la compétition olympique lors de l'édition suivante à Salt Lake City. Elle termine initialement neuvième du 15 kilomètres, avant de désormais occuper la huitième place de cette course à la suite du déclassement de Larisa Lazutina, qui avait terminé la course en deuxième position, pour contrôle positif à la darpopoietine. Lors de cette même année 2002, elle remporte le titre mondial militaire. Avec Annick Pierrel, Sabine Hudry, elle remporte le titre lors de la course par équipe sur 10 km.
En 2003, elle met au monde son premier enfant, Margot, avant de retrouver les pistes de la coupe du monde en février 2004. Lors de la saison de coupe du monde suivante, elle remporte son premier podium individuel en coupe du monde - elle a terminé troisième d'un relais à Lahti en 2002 - lors du 10 kilomètres,. Elle obtient son meilleur résultat en coupe du monde, une deuxième place, en février 2007, toujours sur la distance du 10 kilomètres,.
Lors des Jeux olympiques d'hiver de 2006 à Turin, elle termine vingtième du skiathlon, nouveau nom de la poursuite qui se déroule désormais en deux fois 7,5 kilomètres, en classique puis en ski libre, dans une course disputée sous le format de la mass-start, puis neuvième avec le relais et enfin onzième du 30 kilomètres,. En février 2009, elle remporte la Transjurassienne.
Pour sa quatrième participation à une édition olympique, lors Jeux de 2010 à Vancouver, elle termine dixième du relais sprint, course disputé par équipe de deux sur un format de 6 × 1,4 km. Lors de cette course, disputée avec Laure Barthélémy, elle chute lors du premier relais. Elles s'étaient auparavant qualifiées pour cette finale en remportant la demi-finale qu'elles disputaient. Lors de l'autre course de relais, disputée sur le format 4 × 5 km, elle termine neuvième avec Aurore Cuinet, Célia Bourgeois et Cécile Storti (réactualisée ensuite à une huitième place). Sur l'épreuve du 10 km, elle termine vingt-sixième d'une course remportée par la Suédoise Charlotte Kalla. Lors de la dernière épreuve, sur le 30 kilomètres, elle termine dixième, à 2 minutes 37 de la vainqueure, la Polonaise Justyna Kowalczyk.
Après les Jeux olympiques de 2010, elle hésite à une poursuite de sa carrière. Après réflexion, elle décide de s'accorder du temps pour la naissance d'un deuxième enfant et met entre parenthèses sa carrière sportive sans toutefois annoncer de retraite sportive. Elle fait son retour lors de la saison 2011-2012, mais, et alors qu'elle ambitionnait de skier jusqu'au Jeux de Sotchi, elle souffre d'un genou. Elle annonce mettre définitivement un terme à sa carrière le 13 février 2012.

## Palmarès

### Jeux olympiques
| Épreuve / Édition | Nagano 1998 | Salt Lake City 2002 | Turin 2006 | Vancouver 2010 |
| 5 km              | 52e         |                     |            |                |
| 10 km             |             |                     |            | 26e            |
| 15 km             |             | 8e                  |            |                |
| Poursuite         | 33e         | 18e                 | 20e        | 9e             |
| 30 km             | 22e         |                     | 11e        | 10e            |
| Relais            |             |                     | 9e         | 6e             |

### Coupe du monde
- Meilleur classement général : 25e en 2006.
- Meilleure performance individuelle : 2e (15 km libre Changchun en 2006/2007).
- 3 podiums au total :
  - 2 podiums individuels.
  - 1 podium en relais.

### Championnats de France
Championne de France Elite dont :
- Longue distance : 2005
- Sprint : 2007

Poursuite : 2004 - 2007 - 2008 - 2010